# Microtegeus quadrisetosus
Microtegeus quadrisetosus är en kvalsterart som beskrevs av Balogh och Sandór Mahunka 1977. Microtegeus quadrisetosus ingår i släktet Microtegeus och familjen Microtegeidae. Inga underarter finns listade i Catalogue of Life.